# Franz Krause (Jurist)
Franz Paul Heinrich Krause (* 25. März 1889 in Goldap in Ostpreußen; † 22. August 1984 in Berlin) war ein deutscher Jurist und Vizepräsident des Bundessozialgerichts in Kassel. Außerberuflich war er Komponist zahlreicher Werke mit Chor- und Klaviermusik.

## Leben
Nach dem Abitur absolvierte Franz Krause ein Studium der Rechtswissenschaften an den Universitäten in Leipzig, Breslau, München und Berlin. Daneben studierte er Musikwissenschaft am Konservatorium Leipzig und in Berlin.
Von 1920 bis 1933 war er als Regierungsrat im Reichsarbeitsministerium eingesetzt und wurde 1937 Senatspräsident beim Reichsversorgungsgericht in Berlin.
Von 1939 bis 1945 war er als Oberregierungsrat beim Reichsversicherungsamt tätig und kam nach dem Krieg
zunächst als Senatspräsident zum Oberlandesgericht Potsdam und später zum Kammergericht Berlin.
Vom 20. Juli 1954 bis zum 31. März 1957 war er Senatspräsident beim Bundessozialgericht in Kassel und zugleich Vertreter des Präsidenten.
Er beschäftigte sich vorwiegend mit Fragen der Kriegsopferversorgung und initiierte die Herausgabe der „Entscheidungssammlung und Veröffentlichungen über das Sozialrecht“.
Außerberuflich beschäftigte ihn die Musik, insbesondere die  musikalische Liedvertonung mit Chor- und Klaviermusik. Von ihm stammen 146 Kompositionen und er gab als ausgezeichneter Pianist zahlreiche öffentliche Konzerte. Sechs Gedichte von Rainer Maria Rilke für Gesang und Klavier.

## Öffentliche Ämter
- 1922–1945 ständiges Mitglied des Reichsversorgungsgerichts
- Schiedsgerichtsvorsitzender der Versorgungsanstalt der Deutschen Bundespost und Mitglied des Beirats für Versorgungsrecht beim Bundesarbeitsministerium
- Mitglied der Gesellschaft der Bibliophilen und der Maximilian-Gesellschaft
- Mitglied im Bund für Deutsche Schrift und im Deutschen Autorenverband
- Mitglied im Arbeitskreis nordhessischer Komponisten

## Veröffentlichungen (Auswahl)
- Bundessozialgericht und allgemeines Verwaltungsrecht in Neue juristische Wochenschrift 1979, S. 1007 ff[1].
- 1975 Acht Stücke für Klavier zu zwei Händen
- Gedichte von Rainer Maria Rilke für Gesang und Klavier
- Elf Lieder für Gesang und Klavier

## Ehrungen
- Großes Bundesverdienstkreuz